# Ткачёв, Иван Фёдорович
Иван Фёдорович Ткачёв (6 августа 1896, Царицын — 29 июля 1938) — советский военный деятель, политработник, начальник ГУ ГВФ (1935—1938), комкор (1936).

## Биография
Трудовую деятельность начал в 13 лет подсобным рабочим, позже токарем по металлу на заводе ДЮМО. В марте 1917 года он стал секретарем, затем председателем союза «Металлист» г. Царицына. В октябре 1917 года отстаивал интересы рабочих в правлении металлургических заводов в Петрограде. Вскоре Ткачев стал большевиком.

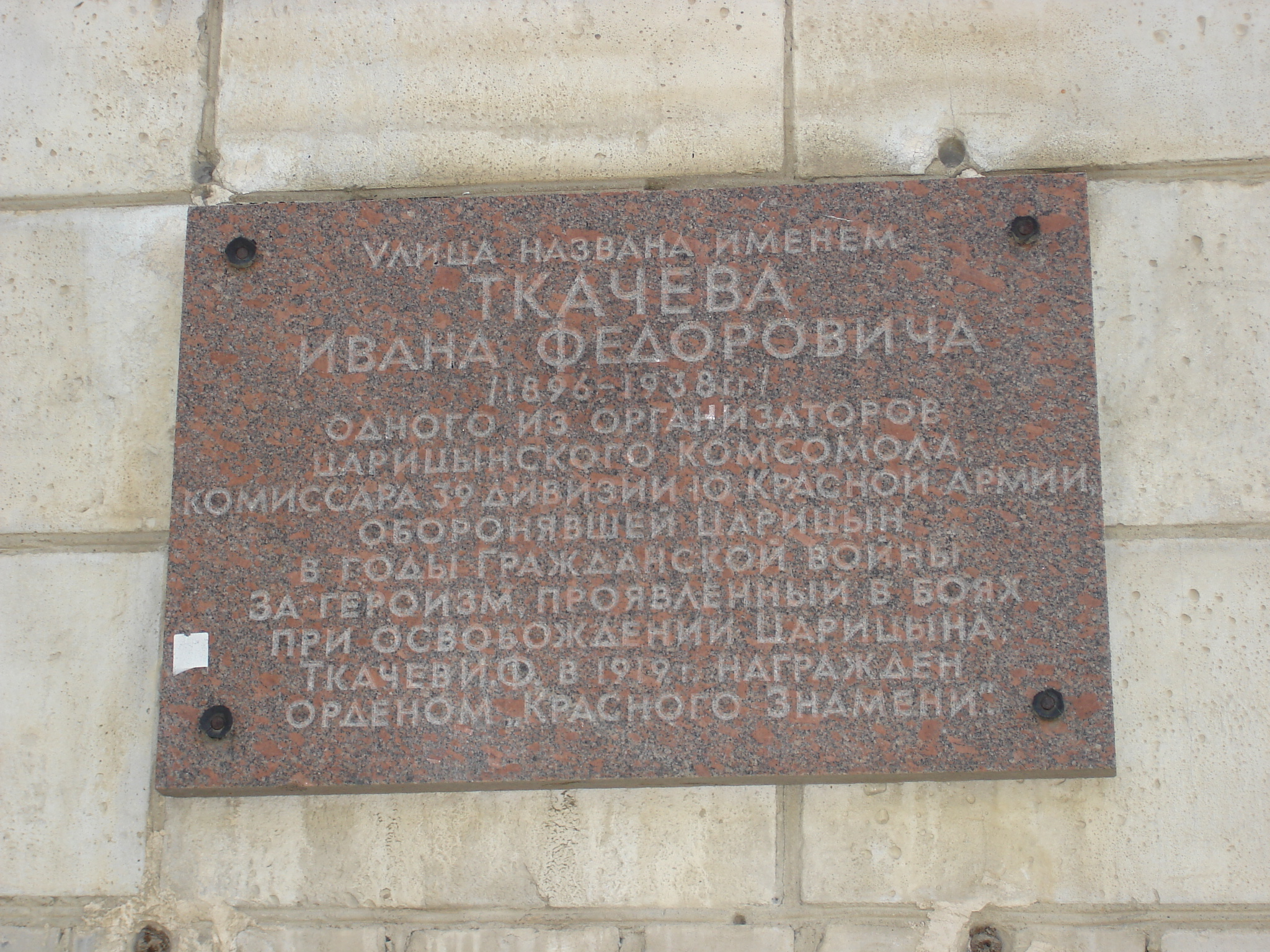
Мемориальная доска на улице Ткачёва в Волгограде

19 января 1918 года в Царицыне был создан Союз Коммунистической Молодёжи III Интернационала. Член городского комитета РКП(б) Ткачев оказывал помощь этой молодёжной организации.
В том же 1918 году Ткачев был избран делегатом в Царицынский городской Совет рабочих и солдатских депутатов. В сентябре 1918 года Иван Федорович — член Президиума Царицынского исполкома и секретарь горсовета.
Ткачев руководил военным обучением молодёжи, подготовкой красных командиров, формированием боевых частей для Красной Армии. Военком Ткачев участвовал в боях за Царицын в 1919 г. За это в 1922 г был награждён орденом Красного Знамени.
После Гражданской войны Ткачев окончил Военно-академические курсы высшего комсостава РККА, занимал командные посты в Красной Армии. Избирался делегатом X и XV съездов РКП(б). Принимал участие в подавлении Кронштадтского восстания.
Командир 46-й стрелковой дивизии — сентябрь 1925—1930.
В 30-е годы Ткачев — член Киевского горкома, Нижне-Волжского крайкома партии, член ЦИК ЗСФСР, УССР, член президиума Киевского и Нижне-Волжского губисполкомов.
В 1934 году Ткачев И. Ф. окончил Военную академию им. Фрунзе. Был введен в состав Военного Совета Наркомата обороны, назначен заместителем начальника Военно-Воздушных сил РККА. В 1935 году, в целях укрепления руководства Аэрофлотом, Ткачева направляют начальником Главного управления Гражданского Воздушного Флота при Совете Народных Комиссаров СССР.

## Конец
И. Ф. Ткачев был обвинен в организации военно-фашистского заговора и арестован 29 января 1938 г., а 29 июля расстрелян. Похоронен в Москве.
По словам исследователя Черушева Н. С., судебное заседание по делу Ткачёва, как и предварительное следствие, было проведено с грубейшими нарушениями закона: никто из указанных лиц, уличавших его на предварительном следствии в контрреволюционной деятельности, в суде не допрашивался; показания самого Ткачёва не проверялись, судебного следствия проведено не было.
Определением Военной коллегии от 8 февраля 1956 г. Ткачёв Иван Фёдорович был посмертно реабилитирован.

## Воинские звания
- Комкор — 19.02.1936[2]

## Память

Улица Ткачёва (Волгоград)

В Центральном районе Волгограда в честь И. Ф. Ткачёва названа улица.